# Prosopis alba
Prosopis alba és una espècie d'arbre que és planta nativa d'Amèrica del Sud a l'ecoregió de l'Argentina central i el Gran Chaco i a part de la Mesopotàmia argentina com també a Bolívia, Paraguai, i el Perú. Allà, en castellà, es coneix com a algarrobo blanco per la seva similitud amb el garrofer. En guaraní es coneix com a ibopé i igopé.
Prosopis alba fa de 5 a 15 m d'alt, la seva escorça és prima de color gris marronós i té tanins.
Es fa servir com planta ornamental i com tallavents. La seva fusta és densa i difícil de treballar però molt duradora.
Les flors són petites i blanques-verdoses. El fruit és una llegum de 20 cm amb llavors d'uns 7 mm que es poden usar com farratgeo per fer una farina. Tolera bé la secada però no les glaçades encara que siguin lleugeres.
P. alba i altres espècies anomenades algarrobo com l'algarrobo negro (P. nigra), sovint es confonen i a més es poden hibridar entre elles.